# Варлаам (Леницький)
Архієпископ Варлаам (в миру Василь Леницький; кінець XVII ст. Київ — 8 січня 1741, Київ) — український церковний діяч,  ігумен Густинського монастиря у Прилуцькому полку Гетьманщини. Певний час - єпископ Переяславський, вікарій Київської єпархії безпатріаршої РПЦ (1730). Просвітитель східної Естонії та Сетумаа, засновник Псковської духовної семінарії. 
Також дипломат Московії в Османській імперії, учасник змов проти уряду в екзилі Гетьмана України Пилипа Орлика. 
Єпископ безпатріаршої Російської православної церкви; єпископ Суздальський та Юр'євський (тимчасово позбавлений сану), згодом - Коломенський та Каширський, згодом - Псковський та Нарвський РПЦ. Брав участь у коронації московської імператриці Катерини І і похованні московського імператора Петра І.

## Життєпис
Згідно родинного переказу, рід бере початок із православних шляхтичів Речі Посполитої Леницьких-Рогалів.
Закінчив Києво-Могилянську академію. У кінці XVII — початку XVIII ст. ігумен Густинського монастиря в Україні.
1709 р. опинився у змові з колишнім протектором України — царем Петром І (Романовим). 1711 р. — виконував функції домового священика Бориса Шереметєва у Прутському поході московської армії до Румунії.
1711–1712 рр. — священик при посольстві до Османської імперії московських агентів М. Б. Шереметєва та П. П. Шафірова у Адріанополі та Стамбулі.
1712–1713 рр. як паломник жив у Єрусалимі, займаючись шпіонажем в інтересах Московії. У зв'язку із російсько-турецькою війною намагався втекти до Венеції. Був схоплений турками на Кіпрі і посаджений до в'язниці як агент ворожої держави. Звільнений 1 березня 1714, повернувся до Константинополя. До Московії відправлений разом із іншою групою шпигунів: Петром Толстим, Шереметєвим та Шафіровим.
1715 (за іншими джерелами з 1716 р.) — призначений ігуменом Київського Михайлівського Золотоверхого монастиря.
31 травня 1719 р. — знову емігрує до Московії у зв'язку із хіротонією на єпископа Суздальського та Юр'євського РПЦ.
1722 р. — позбавлений Синодом єпископського сану «за безлад у єпархії» та пияцтво. Був викритий у хабарництві, зібрав хабарів на суму 2801 рубль.. Пізніше помилуваний Петром І.
19 квітня 1724 р. — хіротонія на єпископа Коломенського та Каширського. У Коломні при ньому була створена архієрейська школа для дітей священиків.
Брав участь у коронації московської імператриці Катерини І і похованні московського імператора Петра І.
1726 р. — опублікував «Слово в день великомучениці Катерини».
За переслідування Лопухіної (дружини Петра І і з його відома), переведений 7 вересня 1727 р. єпископом до Астрахані, яку охопила чума. Прибув 15 вересня.
7 червня 1730 р. — переведений до Переяслава вікарієм Київської єпархії.
1730 р. — призначений єпископом Псковським, а 13 квітня 1731 р. зведений в сан архієпископа.
1738 чи 1739 — із Пскова звільнений на покій до Києво-Печерського монастиря, де помер 8 січня 1741 р. Похований в Києво-Печерській лаврі.